# Mohammad Yusuf Asefi
Mohammad Yusuf Asefi (* 1961 in Kabul) ist ein afghanischer Arzt und Maler.

## Leben und Werk
Mohammad Yusuf Asefi schloss sein Studium mit dem Doktor der Medizin an der Universität Kabul ab. Zusätzlich erwarb er Kenntnisse in Malerei.
Mohammad Yusuf Asefi rettete über 80 Gemälde afghanischer Künstler an den Wänden der Nationalgalerie und des Außenministeriums der Islamischen Republik Afghanistan in Kabul vor der Zerstörung durch die Taliban. Die figurativen Malereien bekannter afghanischer Künstler (unter anderem Abdul Ghafur Breschna, Ghulam Mohammed Maimaneghi und Abdul Aziz), die aus politischen Gründen von den Taliban zerstört worden wären, wurden von Asefi zwischen 1990 und 2000 heimlich übermalt. Asefi bedeckte die figurativen Ölmalereien mit politisch unverfänglichen Landschaftsbildern in Aquarell. Als die afghanische Miliz in die Nationalgalerie einmarschierte, um „nicht-islamische“ Kunst zu zerstören, gab er vor, diese Gemälde zu restaurieren und rettete sie so. Die Aquarellfarben konnten später wieder abgewaschen werden.
Auf der dOCUMENTA (13) wurde eines dieser kleinen Landschaftsbilder ausgestellt.